# Stay with Me (Regina Belle)
Stay with Me è il secondo album in studio della cantante statunitense Regina Belle, pubblicato nel 1989.

## Tracce
1. Baby Come to Me
2. When Will You Be Mine
3. Dream Lover
4. What Goes Around
5. Make It Like It Was
6. Good Lovin'
7. It Doesn't Hurt Anymore
8. This Is Love
9. It's Gonna Take All Our Love
10. Someday We'll All Be Free/Save the Children
11. All I Want Is Forever